# فرخنده سرخ‌وسفید
فرخنده سرخ‌وسفید (نام علمی: Chrysothlypis salmoni) گونه ای از پرندگان از تیرهٔ فرخندگان (Thraupidae) است که در کلمبیا و شمال اکوادور یافت می‌شود. زیستگاه‌های طبیعی آن جنگل‌های جلگه‌ای نمناک نیمه‌گرمسیری یا گرمسیری و جنگل‌های پیشین به شدت تخریب شده است. نر بسیار متمایز است و دارای روتنهٔ سرخ درخشان، بال‌های سرخ تیره‌تر و پوشش‌های زیر دم، و زیرتنه‌های سفید با نوار میانی سرخ است که از گلو و شکم می‌گذرد. ماده‌ها مانند نرها الگودار هستند، اما به جای سرخ‌فام، قهوه‌ای زیتونی هستند.

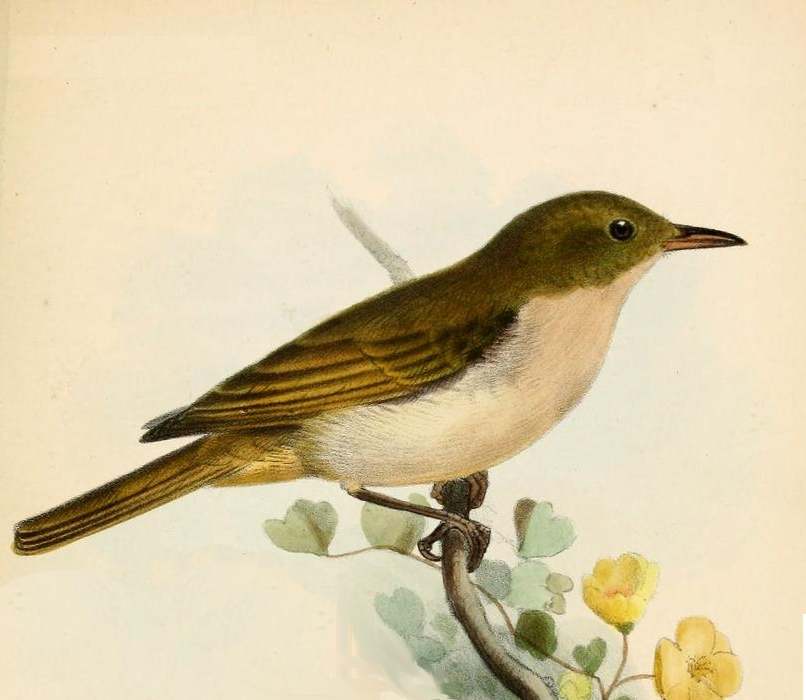
یک نما از کاتالوگ پرندگان در موزه بریتانیا ۱۱ که نوع ماده فرخنده سرخ‌وسفید را به تصویر می‌کشد.

این گونه بدون کوچ است و هیچ گونه جابجایی محلی ثبت نشده است.